# Szisztrum
A szisztrum (egyiptomi nyelven sḫm vagy sššt) egy idiofon hangszer, amit főként az ókori Egyiptomban és Irakban használtak. Egy U alakú réz- vagy bronzkeretből áll, amire fémpálcákat erősítenek, ezek csörögnek, amikor a hangszert rázzák. Neve a görög σείω, szeio, azaz 'rázni' és σείστρον, szeisztrón, 'amit ráznak' szóból ered.

## Az ókori Egyiptomban
| Y8 |

| Y8 |

| z · S · S · t | Y8 |

| z · S · S · t | Y8 |

A szisztrum az ókori Egyiptomban szent hangszernek számított, gyakran használták templomi szertartások során. Básztetet, a vidámság és tánc istennőjét gyakorta ábrázolják szisztrummal, de a hangszert leginkább Hathor kultuszával hozzák összefüggésbe; U alakja a tehén formában is ábrázolt istennő szarvaira emlékeztette az egyiptomiakat. Gyakran készültek olyan szisztrumok is, melyek Hathort ábrázolták. Rázták a szisztrumot azért is, hogy Széthet, a káosz istenét elűzzék. Íziszt is gyakran ábrázolták egyik kezében szisztrummal, másik kezében a Nílus áradását jelképező vödörrel. Említik az Amenemope intelmei néven ismert írásban is.

## A szisztrum ma
Szisztrumokat ma is használnak a kopt és etióp egyház szertartásain. A 19. századi nyugati zenekari zenében időnként írnak elő „szisztrumnak” nevezett hangszert, például Hector Berlioz 1856 és 1858 közt írt A trójaiak című operája első felvonásában, illetve Gioachino Rossini A sevillai borbély című operájának partitúrájában is feltűnik, ma azonban leggyakrabban egy közeli rokonát, a tamburint használják helyette.

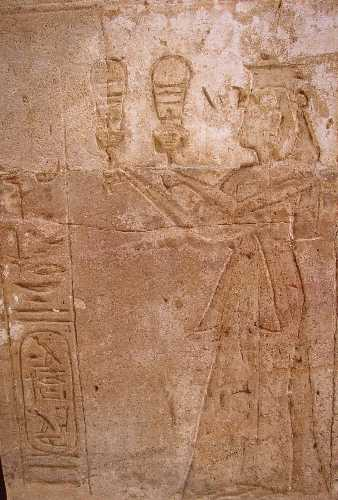
Tauszert fáraónő (XX. dinasztia) szisztrummal
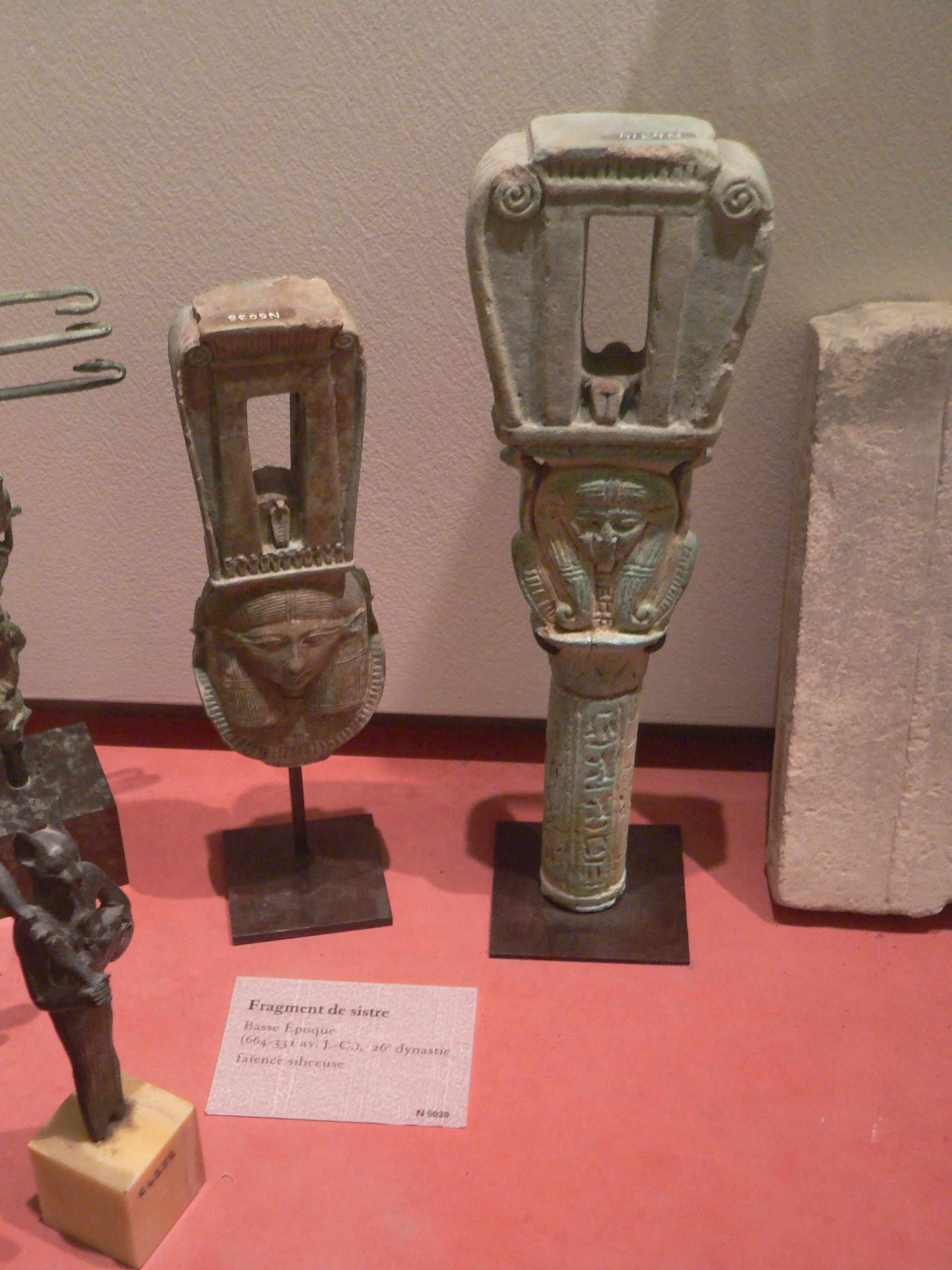
Hathor-fejes szisztrum (XXVI. dinasztia)
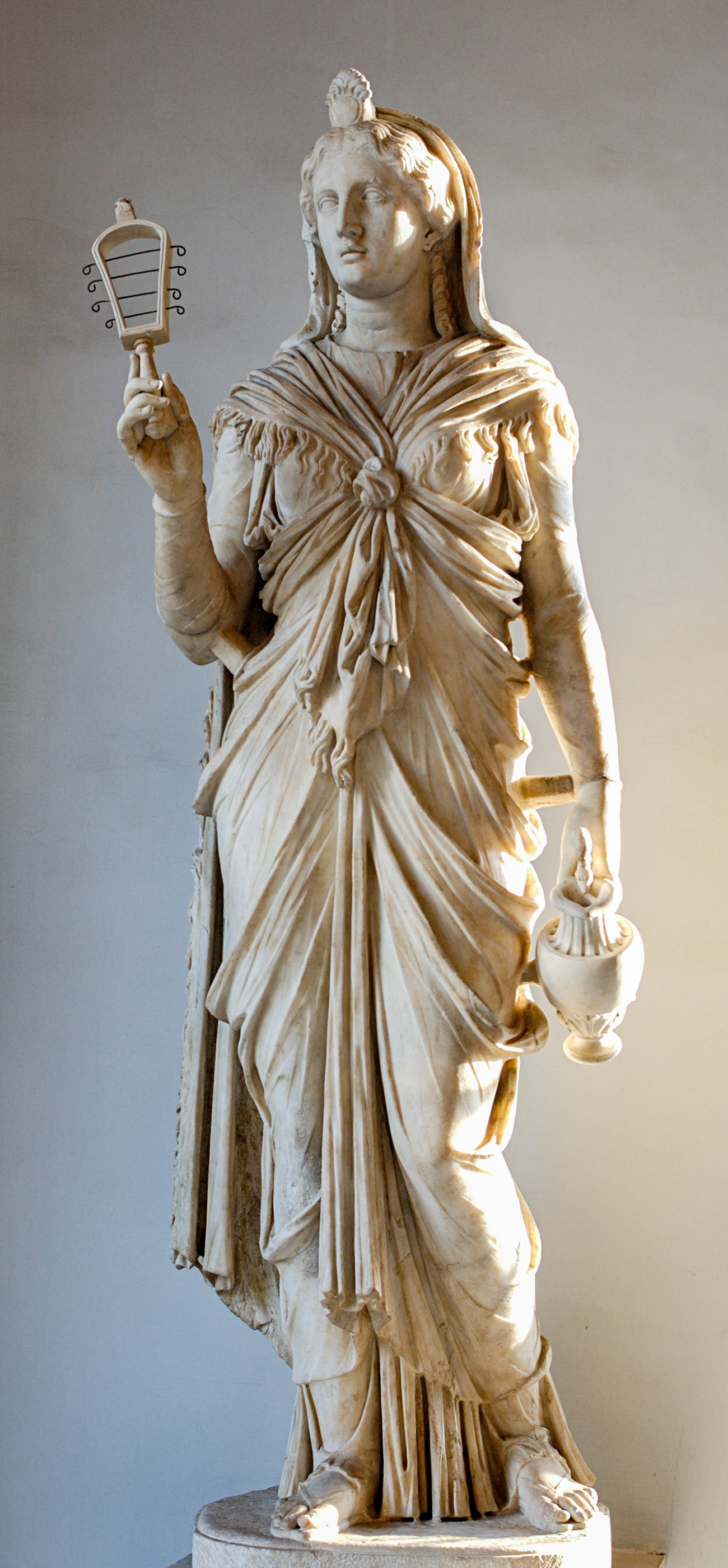
Római kori Ízisz-szobor
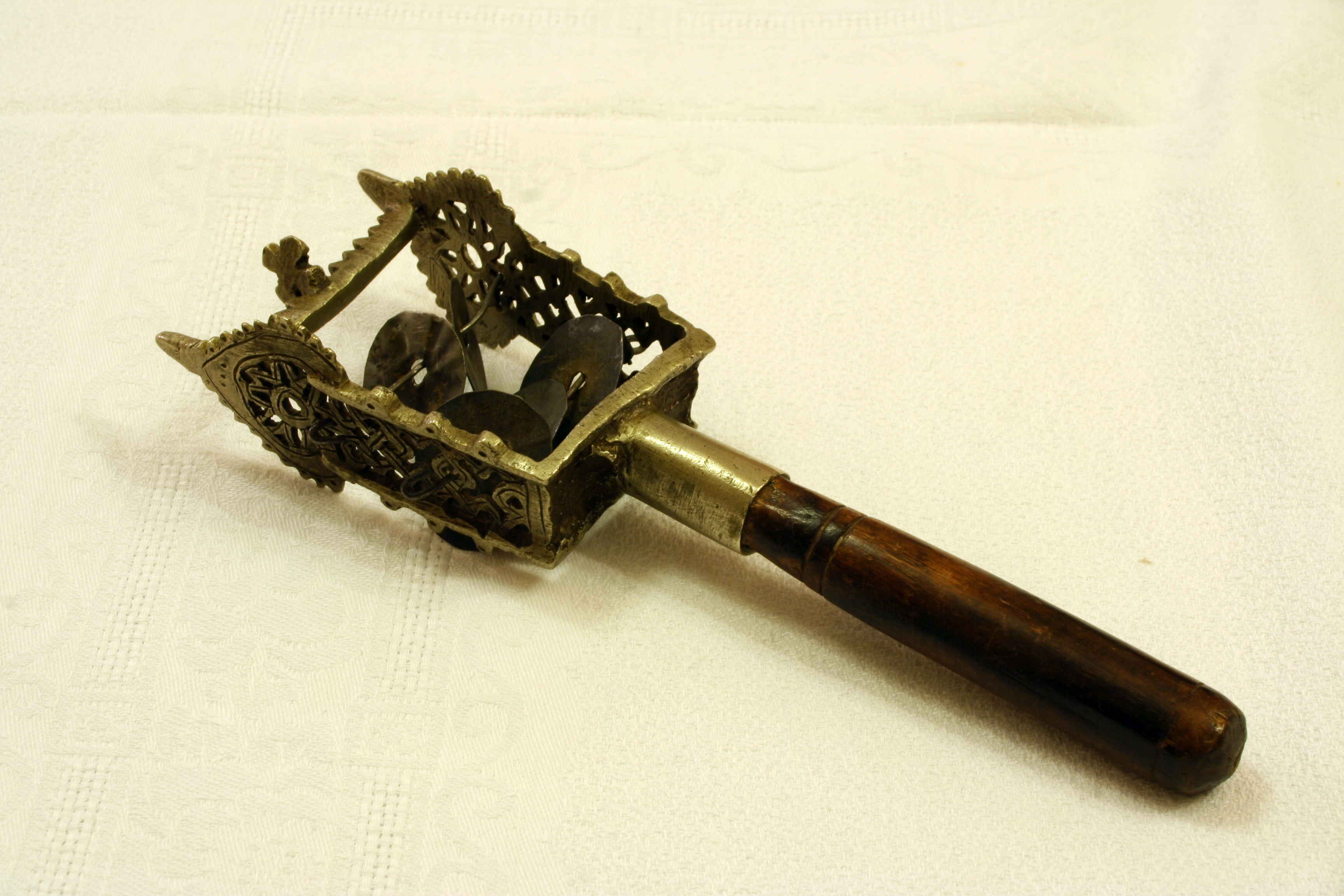
Kopt szisztrum